# Forelius rubriceps
Forelius rubriceps é uma espécie de formiga do gênero Forelius.